# 1990 VV3
1990 VV3 är en asteroid i huvudbältet som upptäcktes den 12 november 1990 av de båda japanska astronomerna Seiji Ueda och Hiroshi Kaneda i Kushiro.